# Ceratonereis mirabilis
Ceratonereis mirabilis är en ringmaskart som beskrevs av Johan Gustaf Hjalmar Kinberg 1865. Ceratonereis mirabilis ingår i släktet Ceratonereis och familjen Nereididae. Inga underarter finns listade i Catalogue of Life.